# Palazzo Corner Gheltof

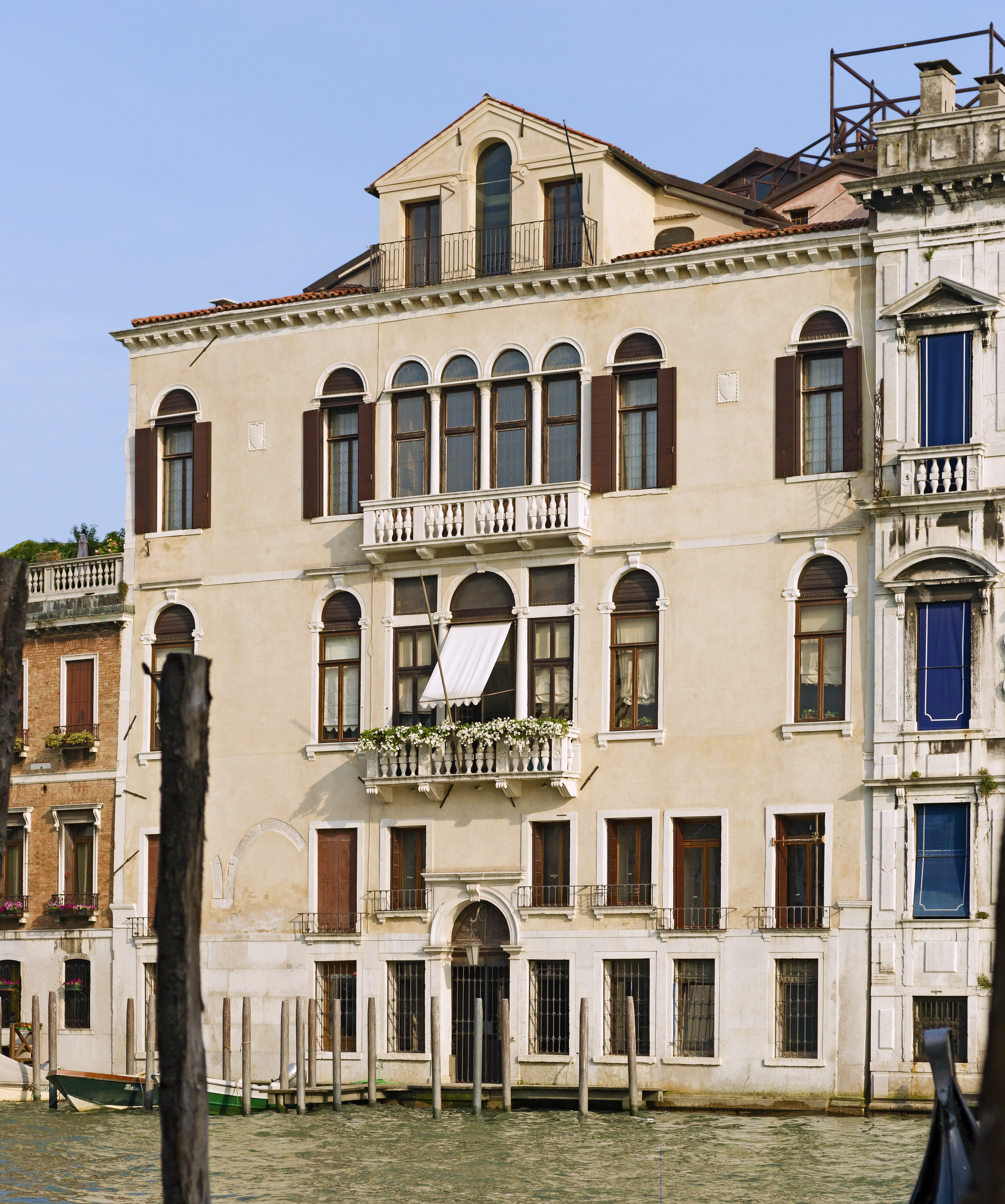
Frontfassade des Palazzo Corner Gheltof

Palazzo Corner Gheltof ist ein Palast in Venedig in der italienischen Region Venetien. Er liegt im Sestiere San Marco mit Blick auf den Canal Grande neben den Palazzi Mocenigo.

## Geschichte
Das ursprüngliche Baujahr ist nicht bekannt, aber im 16. Jahrhundert wurde der Palast teilweise umgebaut.

## Beschreibung
Charakteristisch für den Palazzo Corner Gheltof sind die beiden Fassaden aus unterschiedlichen Zeiten. Die hintere mit Blick auf einen großen Innenhof zeigt auch byzantinische Elemente, darunter ein Puteal, das aus dem 10. oder 11. Jahrhundert stammt, Brüstungen an spitzen Balkonen und eine einfache Treppe. Die Frontfassade hingegen stammt vom Ende des 16. Jahrhunderts und ist um eine Mittelachse gruppiert, die aus dem Portal zum Wasser, venezianischen Fenstern und Vierfachfenstern besteht und von zahlreichen Einfachfenstern umgeben ist. Auf Höhe des zweiten Hauptgeschosses sieht man zwei Wappen. Man kann nicht mit Sicherheit sagen, ob es sich dabei um Originale oder Kopien aus dem 19. Jahrhundert handelt. Die Frontfassade gipfelt in einer Mansarde.